# Poesia (periodico 1905)

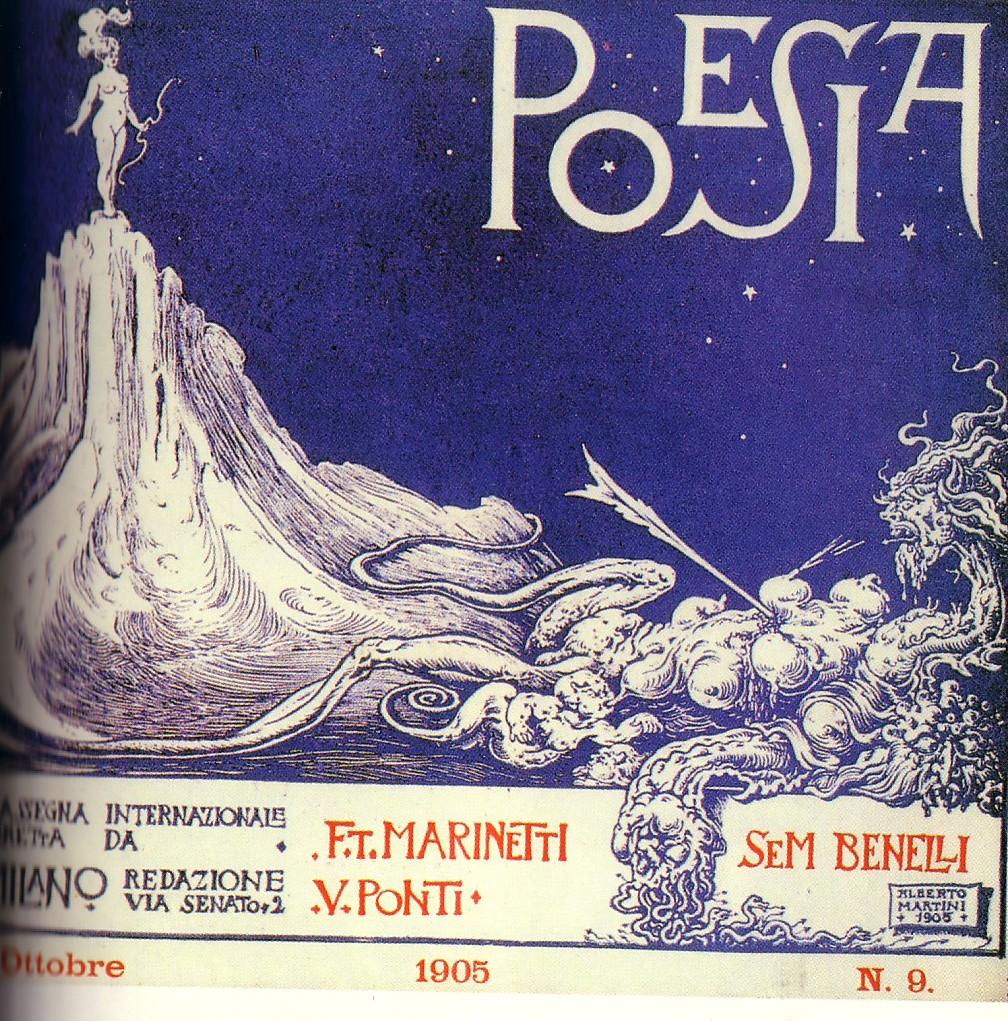
Poesia di F. T. Marinetti, copertina, ottobre 1905, n. 9.

Poesia è una rivista letteraria fondata a Milano nel 1905 da Filippo Tommaso Marinetti ed ebbe come condirettori Sem Benelli e Vitaliano Ponti, con la collaborazione di Luciano Folgore, Govoni, Palazzeschi.

## Storia
La rivista aveva un formato a rettangolo orizzontale dalla copertina sontuosa di Alberto Martini e l'augurio Ma qui la morta poesia risorga. Dominata dalla personalità prevaricante di Marinetti - che dal n. 8 diventa direttore unico - rivela presto presagi e sintomi futuristi.
Nell'articolo programmatico pubblicato in francese come editoriale sul Figaro del 20 febbraio 1909 e in seguito ripubblicato su "Poesia", n. 1-2, febbraio-marzo 1909 seguito dalla versione italiana, non si parla del verso libero, ma viene condensata l'ideologia del futurismo in undici violenti precetti.

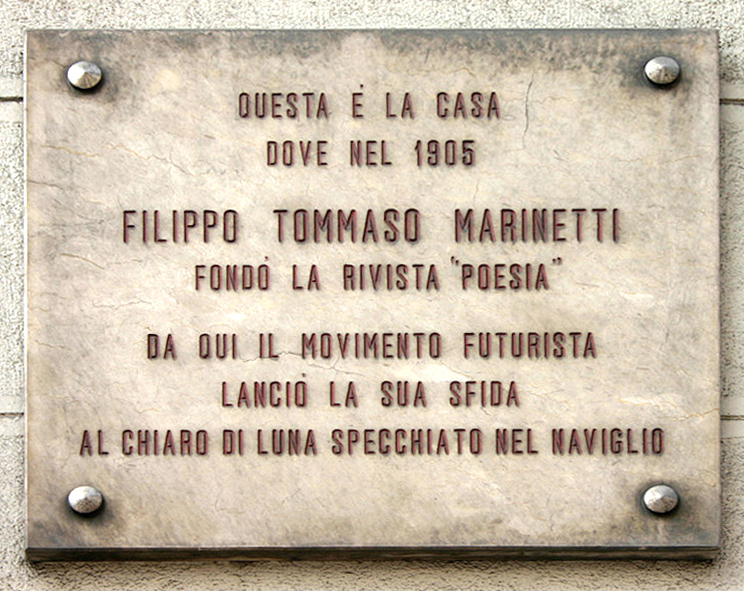
Lapide di casa Marinetti a Milano a ricordo della fondazione della rivista "Poesia"

Nel Manifesto risaltano i temi vitalistici ("l'amore del pericolo, l'abitudine all'energia e alla temerità", gli impegni eversivi, "il disprezzo della donna", "distruggere i musei", "combattere contro il moralismo") e costruttivi del futurismo ("noi canteremo le grandi folle agitate dal lavoro, [...] le maree multicolori e politiche delle rivoluzioni delle capitali moderne").
Alla rivista aderiscono presto Paolo Buzzi, Auro d'Alba, Federico De Maria, Luciano Folgore, Corrado Govoni, Libero Altomare, Aldo Palazzeschi e "Poesia" diventa l'organo ufficiale del futurismo.
Sul n. 7/8/9, agosto-settembre-ottobre 1909 viene pubblicato un secondo manifesto marinettiano Uccidiamo il Chiaro di Luna! che appare come un proclama di guerra allegorico dalla cadenza provocatoria del canto orgiastico.
Quando l'esperienza di "Poesia" sarà finita Marinetti, nell'Introduzione all'antologia I nuovi poeti futuristi, Roma, Edizioni futuriste di "Poesia" 1925, scriverà dell'esperienza fatta con la rivista:
"Fondai Poesia, rivista internazionale che, prima fra tutti i fogli d'Italia, portò il nome e le poesie di Paul Claudel, accanto alle prime poesie di Buzzi, di Cavacchioli, Folgore, Palazzeschi, Govoni.
Nasceva così il movimento futurista, con un largo e frenetico amore per l'arte nuova e per molti ingegni lirici italiani soffocati dallo scetticismo misoneista.
Nasceva il movimento futurista antiscuola, antiaccademia, che doveva sgomberare l'Italia dal passatismo ruderomane, dal professoralismo pessimista e preparare l'attuale rinascenza italiana...".